# El Maine
El Maine est une commune de la wilaya de Aïn Defla en Algérie. La commune qui avait été créée à l'époque coloniale avait été dissoute en 1963, avant de retrouver son statut en 1984.

## Géographie
Le chef lieu de commune est un village isolée situé à 800 m. d'altitude, sur les contreforts du massif de l'Ouarsenis. Il se trouve à 21 km de la commune la plus proche (Zeddine) et plus de 50 km de Ain Defla.